# Principe van oorspronkelijke horizontaliteit

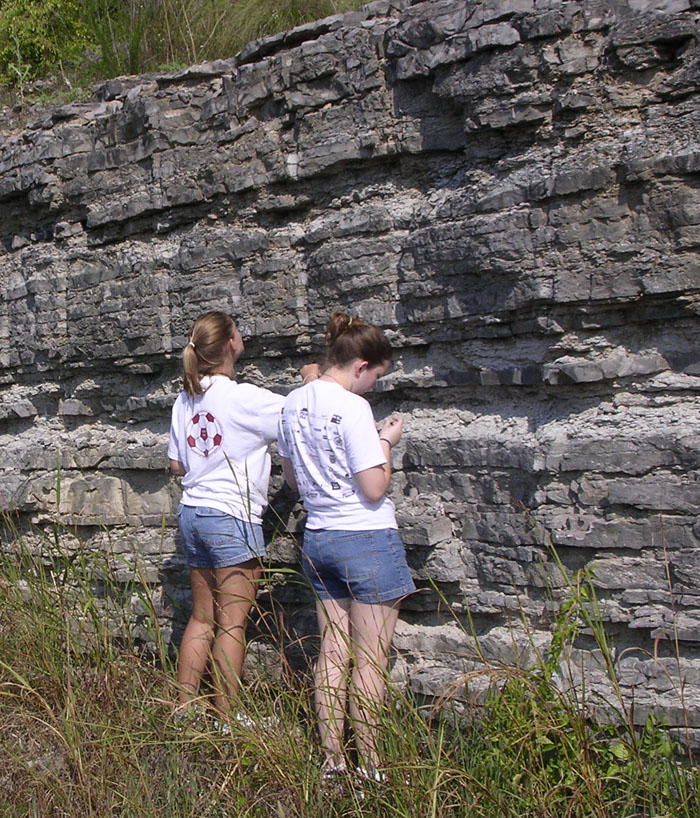
Deze diep mariene Ordovicische gesteentelagen werden horizontaal afgezet op de bodem van een oceaan. Lebanon Limestone (Black Riveran), Stones River Group in Wilson County, Tennessee (V.S.).

Het principe van oorspronkelijke horizontaliteit is een van de drie wetten van Steno, drie principes die samen de grondbeginselen van de stratigrafie vormen. Ze werden in 1669 geformuleerd door de Deense natuurvorser Nicolaus Steno (1638-1686). Het principe stelt dat sedimentaire gesteentelagen oorspronkelijk horizontaal worden afgezet.

## Toepassing
In de natuur worden vaak gesteentelagen aangetroffen die niet horizontaal liggen maar geplooid zijn of scheef staan. Uit het principe van oorspronkelijke horizontaliteit volgt dat dit het gevolg is van grote krachten die deze lagen gedeformeerd hebben. In sommige gevallen zijn lagen zelfs meer dan 90° gekanteld ("overkiept"). Dit kan worden vastgesteld aan de hand van top-bottomcriteria, sedimentaire structuren die een duidelijk verschil in boven- en onderzijde hebben. 
Het feit dat lagen scheef gesteld of geplooid zijn betekent dat de Aarde geen statisch maar een dynamisch systeem is. Dit was in Steno's tijd een belangrijke ontdekking.

## Uitzonderingen
Sinds Steno's tijd is het principe van oorspronkelijke horizontaliteit veelvuldig toegepast in de stratigrafie, sedimentologie en structurele geologie. Tegenwoordig is echter bekend dat sediment niet altijd horizontaal wordt afgezet. Lokaal zijn uitzonderingen op het principe mogelijk. Grover sediment, zoals zand, kan zelfs onder hoeken tot 15° worden afgezet. De interne wrijving tussen de korrels zorgt ervoor dat de helling niet instort, tot een bepaalde kritische hoek, de zogenaamde frictiehoek, bereikt wordt. Voorbeelden zijn duinen of ribbels op de bodem van stromend water.
Een andere uitzondering is wanneer het sediment over een niet-horizontaal oppervlak wordt afgezet. Het sediment zal dan over het reliëf "gedrapeerd" worden en dus niet helemaal horizontaal komen te liggen. Bij de meeste sedimentatieprocessen ontvangen de lagere plekken in het reliëf meer sediment, zodat aanhoudende sedimentatie het reliëf uitvlakt. Sedimentaire lagen zullen in dat geval in de richting van hun oorspronkelijke helling "uitwiggen" (dunner worden). Dergelijke uitwiggende lagen kunnen aanwijzingen geven over hoe het oorspronkelijke reliëf lag. Uitzonderingen hierop zijn bijvoorbeeld het bezinken van organisch materiaal in de diepzee, of het neerdwarrelen van vulkanische as na een vulkanische eruptie, waarbij het reliëf de hoeveelheid sediment niet beïnvloedt. 